# Socratesbeker
Der Socratesbeker (Deutsch: Sokratesbecher) ist ein niederländischer Literaturpreis für den Verfasser des „am meisten dringenden, ursprünglichen und prickelnden niederländischsprachigen Philosophiebuches des vergangenen Jahres“. Der Preis wird jährlich verliehen in der Nacht der Philosophie im April durch die Stiftung Maand van de Filosofie. Weil es ein Wanderpokal ist, heißt er auch Socrateswisselbeker. 

## Preisträger
- 2002: Michiel Leezenberg, Islamitische filosofie. Een geschiedenis
- 2003: Jos de Mul, Cyberspace Odyssee
- 2004: Dick Pels, De geest van Pim. Het gedachtegoed van een politieke dandy
- 2005: Wouter Kusters, Pure waanzin
- 2006: Andreas Kinneging, Geografie van goed en kwaad. Filosofische essays
- 2007: Chris Buskes, Evolutionair denken. De invloed van Darwin op ons wereldbeeld
- 2008: Frank Ankersmit, De sublieme historische ervaring
- 2009: Hans Achterhuis, Met alle geweld
- 2010: Luuk van Middelaar, De passage naar Europa. Geschiedenis van een begin
- 2011: Hans Achterhuis, De utopie van de vrije markt
- 2012: Coen Simon, En toen wisten we alles
- 2013: Paul van Tongeren, Leven is een kunst
- 2014: Jan Bransen, Laat je niets wijsmaken. Over de macht van experts en de kracht van gezond verstand
- 2015: Wouter Kusters, Filosofie van de waanzin
- 2016: René ten Bos, Bureaucratie is een Inktvis
- 2017: Marjan Slob, Hersenbeest. filosoferen over het brein en de menselijke geest (erste weibliche Preisträgerin)
- 2018: Kees Vuyk,  Oude en nieuwe ongelijkheid. Over het failliet van het verheffingsideaal
- 2018: Ad Verbrugge, Govert Buijs und Jelle van Baardewijk, Het goede leven en de vrije markt
- 2020: Donald Loose, Over vriendschap. De praktische filosofie van Kant (erster flämischer Preisträger)
- 2021: Miriam Rasch, Frictie. Ethiek in tijden van dataïsme.
- 2022: Jurriën Hamer, Waarom schurken pech hebben en helden geluk
- 2023: Peter Venmans, Gastvrijheid
- 2024: Martha Claeys, Trots
- 2025: Tim Fransen, In onze tijd. Leven in het Calamiteitperk

## Einzelbelege
1. ↑  Longlist Socratesbeker 2016 bekend boomfilosofie.nl, 4. Februar 2016. (niederländisch)
2. ↑  Zur Stiftung Maand van de Filosofie